# Lost Souls (Loreena McKennitt-album)
Lost Souls er det tiende studiealbum fra den canadiske singer-songwriter og multiinstrumentalist Loreena McKennitt, der blev udgivet i 2018.

## Spor
Musik og tekst er skrevet af Loreena McKennitt medmindre andet er noteret.
| 1.    | "Spanish Guitars and Night Plazas"   | 6:41 |
| 2.    | "A Hundred Wishes"                   | 4:34 |
| 3.    | "Ages Past, Ages Hence"              | 5:27 |
| 4.    | "The Ballad of the Fox Hunter"       | 5:48 |
| 5.    | "Manx Ayre" (Instrumental)           | 4:03 |
| 6.    | "La Belle Dame Sans Merci"           | 6:09 |
| 7.    | "Sun, Moon and Stars" (Instrumental) | 4:34 |
| 8.    | "Breaking of the Sword"              | 5:30 |
| 9.    | "Lost Souls"                         | 5:09 |
| 47:58 |                                      |      |

## Hitlister
| Hitliste (2018)                | Højeste placering |
| ------------------------------ | ----------------- |
| Østrig (Ö3 Austria)            | 13                |
| Belgien (Ultratop Flanderen)   | 32                |
| Belgien (Ultratop Vallonien)   | 80                |
| Canadiske Albummer (Billboard) | 14                |
| Holland (Album Top 100)        | 43                |
| Frankrig (SNEP)                | 57                |
| Tyskland (Offizielle Top 100)  | 5                 |
| Italian Albums (FIMI)          | 40                |
| Skotland (OCC)                 |                   |
| Spanish Albums (PROMUSICAE)    | 15                |
| Schweiz (Schweizer Hitparade)  | 11                |
| US Billboard 200               | 164               |